# Serie A1 2001-2002 (hockey in-line)
La Serie A1 2001-2002 è stata la 6ª edizione del massimo campionato italiano di hockey in-line. Il torneo ha avuto inizio il 13 aprile e si è concluso il 3 luglio 2002.
Lo scudetto è stato conquistato dai Dragons Gallarate per la seconda volta nella loro storia.

## Squadre partecipanti
| Club              | Stagione | Città          | Stagione precedente                                        |
| ----------------- | -------- | -------------- | ---------------------------------------------------------- |
| All Stars Milano  | dettagli | Milano         | 1º in Serie A1 girone B, semifinale dei play-off scudetto  |
| Asiago Vipers     | dettagli | Asiago (VI)    | 2º in Serie A1 girone A, finale dei play-off scudetto      |
| Capitals Roma     | dettagli | Roma           | In Serie A2, promosso                                      |
| Draghi Torino     | dettagli | Torino         | 4º in Serie A1 girone B, primo turno dei play-off scudetto |
| Dragons Gallarate | dettagli | Gallarate (VA) | 2º in Serie A1 girone B, vince i play-off scudetto         |
| Fortitudo Bologna | dettagli | Bologna        | 4º in Serie A1 girone A, primo turno dei play-off scudetto |
| Ghosts Padova     | dettagli | Padova         | In Serie A2, promosso                                      |
| Islanders Spinea  | dettagli | Spinea (VE)    | In Serie A2, promosso                                      |
| New Trefor Milano | dettagli | Milano         | In Serie A2, promosso                                      |
| Polet Trieste     | dettagli | Trieste        | 3º in Serie A1 girone B, primo turno dei play-off scudetto |
| SPV Viareggio     | dettagli | Viareggio (LU) | 3º in Serie A1 girone A, primo turno dei play-off scudetto |

## Prima fase

### Girone A

#### Risultati
| Andata (1ª) | Andata (1ª) | Prima giornata                  | Ritorno (6ª) | Ritorno (6ª) |
|             |             |                                 |              |              |
| 13 apr.     | 2-5         | Polet Trieste-Dragons Gallarate | 4-5          | 5 mag.       |
| 13 apr.     | 4-5         | Capitals Roma-Islanders Spinea  | 7-5          | 5 mag.       |

| Andata (2ª) | Andata (2ª) | Seconda giornata                | Ritorno (7ª) | Ritorno (7ª) |
|             |             |                                 |              |              |
| 20 apr.     | 1-11        | Capitals Roma-Dragons Gallarate | 0-24         | 12 mag.      |
| 20 apr.     | 8-6         | Draghi Torino-Polet Trieste     | 5-2          | 12 mag.      |

| Andata (3ª) | Andata (3ª) | Terza giornata                 | Ritorno (8ª) | Ritorno (8ª) |
|             |             |                                |              |              |
| 25 apr.     | 5-0         | Polet Trieste-Capitals Roma    | 13-1         | 18 mag.      |
| 25 apr.     | 6-8         | Islanders Spinea-Draghi Torino | 7-8          | 18 mag.      |

| Andata (4ª) | Andata (4ª) | Quarta giornata                 | Ritorno (9ª) | Ritorno (9ª) |
|             |             |                                 |              |              |
| 27 apr.     | 3-9         | Islanders Spinea-Polet Trieste  | 5-11         | 25 mag.      |
| 27 apr.     | 2-9         | Draghi Torino-Dragons Gallarate | 4-10         | 25 mag.      |

| \| Andata (5ª) \| Andata (5ª) \| Quinta giornata \| Ritorno (10ª) \| Ritorno (10ª) \| \| \| \| \| \| \| \| 1º mag. \| 15-4 \| Dragons Gallarate-Islanders Spinea \| 13-8 \| 28 mag. \| \| 1º mag. \| 9-0 \| Draghi Torino-Capitals Roma \| 10-4 \| 28 mag. \| |             |                                    |               |               |
| Andata (5ª) | Andata (5ª) | Quinta giornata                    | Ritorno (10ª) | Ritorno (10ª) |
| |             |                                    |               |               |
| 1º mag. | 15-4        | Dragons Gallarate-Islanders Spinea | 13-8          | 28 mag.       |
| 1º mag. | 9-0         | Draghi Torino-Capitals Roma        | 10-4          | 28 mag.       |

#### Classifica
|  | Pos. | Squadra           | Pt | G | V | N | P | GF | GS | DR  |
|  | ---- | ----------------- | -- | - | - | - | - | -- | -- | --- |
|  | 1.   | Dragons Gallarate | 24 | 8 | 8 | 0 | 0 | 92 | 25 | +67 |
|  | 2.   | Draghi Torino     | 18 | 8 | 6 | 0 | 2 | 54 | 44 | +10 |
|  | 3.   | Polet Trieste     | 12 | 8 | 4 | 0 | 4 | 52 | 32 | +20 |
|  | 4.   | Capitals Roma     | 3  | 8 | 1 | 0 | 7 | 17 | 82 | -65 |
|  | 5.   | Islanders Spinea  | 3  | 8 | 1 | 0 | 7 | 43 | 75 | -32 |

Legenda:
  Squadra ammessa ai play-off scudetto.
  Squadra campione d'Italia.
  Squadra vincitrice della Coppa Italia.
Note:
Tre punti a vittoria, uno per il pareggio, zero a sconfitta.

### Girone B

#### Risultati
| Andata (1ª) | Andata (1ª) | Prima giornata                      | Ritorno (6ª) | Ritorno (6ª) |
|             |             |                                     |              |              |
| 13 apr.     | ?-?         | Asiago Vipers-SPV Viareggio         | 7-5          | 5 mag.       |
| 13 apr.     | ?-?         | Ghosts Padova-All Stars Milano      | 5-2          | 5 mag.       |
| 13 apr.     | ?-?         | Fortitudo Bologna-New Trefor Milano | 6-11         | 5 mag.       |

| Andata (2ª) | Andata (2ª) | Seconda giornata                   | Ritorno (7ª) | Ritorno (7ª) |
|             |             |                                    |              |              |
| 20 apr.     | 1-15        | SPV Viareggio-Ghosts Padova        | 3-8          | 12 mag.      |
| 20 apr.     | 14-5        | All Stars Milano-Fortitudo Bologna | 9-2          | 12 mag.      |
| 20 apr.     | 4-6         | New Trefor Milano-Asiago Vipers    | 3-18         | 12 mag.      |

| Andata (3ª) | Andata (3ª) | Terza giornata                     | Ritorno (8ª) | Ritorno (8ª) |
|             |             |                                    |              |              |
| 25 apr.     | 3-2         | Ghosts Padova-Asiago Vipers        | 3-5          | 18 mag.      |
| 25 apr.     | 10-6        | All Stars Milano-New Trefor Milano | 4-0          | 18 mag.      |
| 25 apr.     | 6-4         | Fortitudo Bologna-SPV Viareggio    | 7-7          | 18 mag.      |

| Andata (4ª) | Andata (4ª) | Quarta giornata                 | Ritorno (9ª) | Ritorno (9ª) |
|             |             |                                 |              |              |
| 27 apr.     | 6-2         | Asiago Vipers-All Stars Milano  | 3-7          | 25 mag.      |
| 27 apr.     | 8-9         | SPV Viareggio-New Trefor Milano | 3-5          | 25 mag.      |
| 27 apr.     | 19-5        | Ghosts Padova-Fortitudo Bologna | 11-7         | 25 mag.      |

| \| Andata (5ª) \| Andata (5ª) \| Quinta giornata \| Ritorno (10ª) \| Ritorno (10ª) \| \| \| \| \| \| \| \| 1º mag. \| 18-1 \| All Stars Milano-SPV Viareggio \| 16-3 \| 28 mag. \| \| 1º mag. \| 0-5 \| Fortitudo Bologna-Asiago Vipers \| 0-5 \| 28 mag. \| \| 1º mag. \| 5-7 \| New Trefor Milano-Ghosts Padova \| 4-7 \| 28 mag. \| |             |                                 |               |               |
| Andata (5ª) | Andata (5ª) | Quinta giornata                 | Ritorno (10ª) | Ritorno (10ª) |
| |             |                                 |               |               |
| 1º mag. | 18-1        | All Stars Milano-SPV Viareggio  | 16-3          | 28 mag.       |
| 1º mag. | 0-5         | Fortitudo Bologna-Asiago Vipers | 0-5           | 28 mag.       |
| 1º mag. | 5-7         | New Trefor Milano-Ghosts Padova | 4-7           | 28 mag.       |

#### Classifica
|  | Pos. | Squadra           | Pt | G  | V | N | P | GF | GS | DR  |
|  | ---- | ----------------- | -- | -- | - | - | - | -- | -- | --- |
|  | 1.   | Ghosts Padova     | 27 | 10 | 9 | 0 | 1 | 80 | 34 | +46 |
|  | 2.   | Asiago Vipers     | 24 | 10 | 8 | 0 | 2 | 64 | 29 | +35 |
|  | 3.   | All Stars Milano  | 21 | 10 | 7 | 0 | 3 | 82 | 33 | +49 |
|  | 4.   | New Trefor Milano | 12 | 10 | 4 | 0 | 6 | 54 | 73 | -19 |
|  | 5.   | Fortitudo Bologna | 4  | 10 | 1 | 1 | 8 | 42 | 92 | -50 |
|  | 6.   | SPV Viareggio     | 1  | 10 | 0 | 1 | 9 | 37 | 98 | -61 |

Legenda:
  Squadra ammessa ai play-off scudetto.
  Squadra campione d'Italia.
  Squadra vincitrice della Coppa Italia.
Note:
Tre punti a vittoria, uno per il pareggio, zero a sconfitta.

## Play-off scudetto
|  | Quarti di finale | Quarti di finale  | Quarti di finale  | Quarti di finale | Quarti di finale |  |  | Semifinali | Semifinali        | Semifinali       | Semifinali       | Semifinali |   |   | Finale | Finale            | Finale | Finale | Finale |  |
|  |                  |                   |                   |                  |                  |  |  |            |                   |                  |                  |            |   |   |        |                   |        |        |        |  |
|  | 1A               | Dragons Gallarate | Dragons Gallarate | 8                | 16               |  |  |            |                   |                  |                  |            |   |   |        |                   |        |        |        |  |
|  | 4B               | New Trefor Milano | New Trefor Milano | 3                | 0                |  |  | 1A         | Dragons Gallarate | 1                | 7                | 8          |   |   |        |                   |        |        |        |  |
|  | 2B               | Asiago Vipers     | 9                 | 5                | 7                |  |  | 2B         | Asiago Vipers     | 2                | 3                | 4          |   |   |        |                   |        |        |        |  |
|  | 3A               | Polet Trieste     | 4                 | 6                | 6                |  |  |            |                   |                  |                  |            |   |   | 1A     | Dragons Gallarate | 6      | 3      | 5      |  |
|  | 1B               | Ghosts Padova     | Ghosts Padova     | 9                | 6                |  |  |            |                   | 3B               | All Stars Milano | 3          | 5 | 1 |        |                   |        |        |        |  |
|  | 4A               | Capitals Roma     | Capitals Roma     | 2                | 2                |  |  | 1B         | Ghosts Padova     | Ghosts Padova    | 2                | 4          |   |   |        |                   |        |        |        |  |
|  | 2A               | Draghi Torino     | Draghi Torino     | 4                | 3                |  |  | 3B         | All Stars Milano  | All Stars Milano | 3                | 11         |   |   |        |                   |        |        |        |  |
|  | 3B               | All Stars Milano  | All Stars Milano  | 7                | 11               |  |  |            |                   |                  |                  |            |   |   |        |                   |        |        |        |  |

## Verdetti
| Verdetto                    | Club                          |
| --------------------------- | ----------------------------- |
| Campione d'Italia 2001-2002 | Dragons Gallarate (2º titolo) |